# قلم نوری

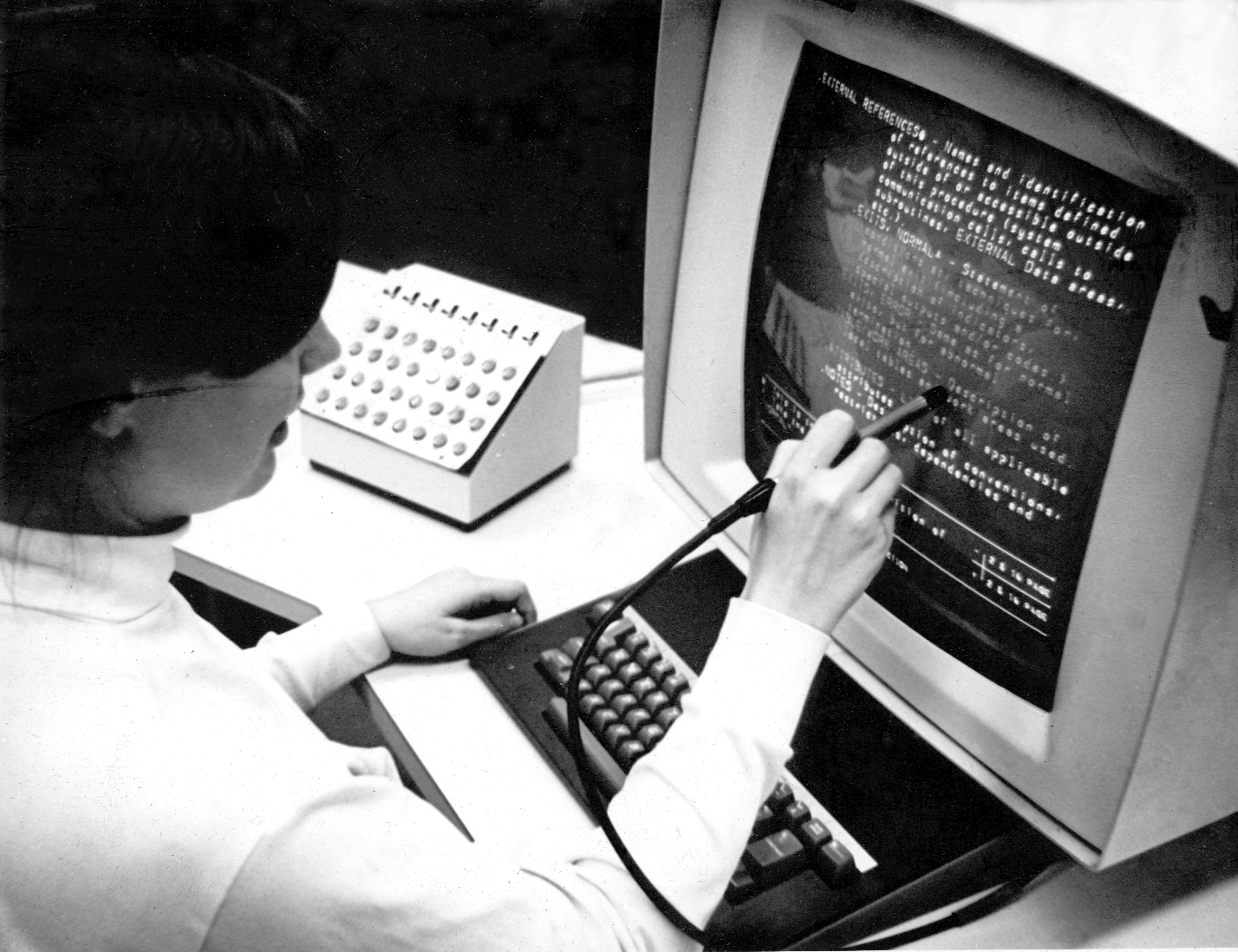
رایانش با قلم

قلم نوری (به انگلیسی: Light pen) یکی از ابزارهای نوین ورود اطلاعات (input device) به رایانه است، که پس از صفحه‌کلید (Keyboard) و موشواره (Mouse) برحسب نیاز و برای کاربردهای خاص به وجود آمده‌است و نوع تکامل یافته‌تر و مجهزتر ماوس است. قلم نوری به لحاظ شکل ارگونومیکی خود خیلی راحت‌تر از ماوس بین انگشتان دست جای می‌گیرد و برعکس ماوس، حساس به فشار است که این مزیت‌ها باعث می‌شود تا قلم نوری ابزار بسیار مناسبی برای کاربردهایی چون گرافیک، انیمیشن، طراحی صنعتی، آموزش الکترونیکی، اتوماسیون اداری و غیره باشد. اغلب در بدنه قلم‌های نوری کلیدهایی هست که عمل کلیدهای کلیک راست و کلیک چپ ماوس را انجام می‌دهند.

## کاربرد
قلم‌های نوری بیشتر برای مصارف طراحی، گرافیک و اتوماسیون اداری استفاده می‌شوند. با عمومیت یافتن اتوماسیون اداری، کاربرد قلم‌های نوری در این حوزه نیز مرتباً رو به افزایش است. آموزش مجازی (از راه دور)، کاربرد قلم‌های نوری را جهت برقراری ارتباط بین استاد و دانشجویان ضروری ساخته‌است. همچنین برای تهیهٔ کلیپ‌های آموزشی در e-learning کاربرد گسترده دارد. مورد مصرف مهم دیگر این قلم‌ها، کاربرد گسترده آن‌ها در تولید بازی‌های رایانه‌ای است.
همچنین برای تجهیز آنچه با نام کلاس‌های هوشمند در مدارس عمومیت یافته‌است قلم‌های نوری، برای نوشتن مطالب توسط مدرس و معلم، ابزاری مناسب تر از وایت برد الکترونیکی هستند چون با قرار گرفتن افقی روی میز، مدرس با تسلط بهتری روی آن‌ها می‌نویسد و سایه مزاحمی را هم روی خروجی پروژکتور، ایجاد نمی‌کند.

## مزیت‌های قلم نوری در مقایسه با ماوس
یکی از مهم‌ترین برتری و مزیت قلم نوری نسبت به ماوس آن است که نوک قلم نوری حساس به فشار است یعنی در یک برنامه گرافیکی مانند کورل دراو یا فوتوشاپ هر قدر نوک قلم را بیشتر به صفحه فشار دهید، خطی که رسم می‌کند پررنگ‌تر و ضخیم‌تر می‌شود، درحالی‌که ماوس فاقد حساسیت به فشار است و خطوط رسم شده توسط ماوس دارای ضخامت یکنواخت است که محدودیت بزرگی در خلق آثار هنری توسط ماوس است. همچنین شکل و فرم ارگونومیکی قلم باعث تسلط و دقت بیشتر دست انسان نسبت به شکل غیر متعارف ماوس است.
در گذشته، قلم‌های نوری، ۵۱۲ مرحله فشار را تشخیص می‌دادند اما اکنون مدل‌هایی عرضه شده که ۱۰۲۴ مرحله یا بیشتر را شناسایی می‌کنند.
یکی از مزیت‌های عمده محصول جدیدی از قلم‌های نوری آن است که اخیراً امکان استفاده از نوک جوهری در آن‌ها فراهم شده‌است. قلم‌های نوری که مجهز به نوک جوهری (خودکار) شده‌اند اصطلاحاً دفتر یادداشت دیجیتالی نامیده می‌شوند. در این نوع قلم‌های نوری مجهز به خودکار جوهری می‌توان روی کاغذ صد در صد واقعی و معمولی نوشت و به‌طور همزمان، همان دست نوشته‌ها را به صورت خروجی دیجیتالی در کامپیوتر، ای پد یا آیفون دریافت کرد. بلوتوثی شدن این دفاتر یادداشت دیجیتالی، ارتباط سهل و ساده بی‌سیم را فراهم می‌کند.

## انواع قلم دیجیتال
قلم نوری دارای انواع مختلفی است که هر یک برای کاربرد خاصی مناسب است. صفحات قلم نوری دارای سایزهای کوچک و بزرگ بوده و حساسیت به فشار و وضوح (رزولوشن) آن‌ها با یکدیگر متفاوت است.
بعضی از قلم‌های نوری روی یک صفحه به‌نام لوح (به انگلیسی: Tablet) فعال می‌شوند (چیزی شبیه به ماوس پد) ولی انواع گرانتر آن، مستقیماً روی صفحه مانیتور می‌نویسند. سایز مانیتورها می‌تواند از ۱۰ تا ۲۴ اینچ باشد. حسن عمده مانیتورهای قلمی آن است که کاربر در همان جایی می‌نویسد که نتیجه کار را هم، مشاهده می‌کند. رزولوشن قلم‌های نوری هم، هر روز در حال بهبود و افزایش است و از ۱۰۰۰ نقطه در اینچ (dpi یا lpi) به ۲۰۰۰ و بیشتر رسیده‌است.
امروزه، کلیه قلم‌های نوری، بدون سیم هستند که باعث سهولت استفاده از آن‌ها می‌شود هر چند صفحه رسم یا تبلت‌ها، اکثراً توسط یک کابل، به پورت یواس‌بی، متصل می‌شود. مدلهایی هم هستند که دارای صفحه رسم بی‌سیم (بلوتوث) هستند. در این مدل‌ها، ارتباط بین تبلت و کامپیوتر از طریق امواج بی‌سیم بلوتوث تأمین می‌شود.
عمومی شدن قلم‌های نوری و کاربرد گسترده آن‌ها باعث شده تا دیگر تنها یک وسیله لوکس گران‌قیمت برای مصارف فوق تخصصی و خاص نباشند و انواع ارزانتر آن‌ها با قیمت ارزان و کیفیت مناسب در بازار در اختیار کاربران قرار گیرند.